# Eric Olson (Schriftgestalter)
Eric Olson (* 1974) ist ein US-amerikanischer Schriftgestalter und Typograf. Seine Schriftarten werden von unterschiedlichen Konzernen und Organisationen genutzt. Die von ihm gestaltete Schriftart Klavika wird als Hausschrift von Chevrolet, Chrysler und dem sozialen Netzwerk Facebook verwendet. Olson hat auch die Textschrift für das New York Times Sunday Magazin und Thomson Reuters entworfen. Seit 2002 arbeitet er für die Process Type Foundry. Olsen arbeitet als Dozent für Typographie an dem Minneapolis College of Art and Design.